# Polska na Letnich Igrzyskach Olimpijskich 1932
| Występy Polaków na Letnich Igrzyskach Olimpijskich 1932 |     |       |        |      |      |      |      |      |      |        |
| Sportowcy                                               | Lp. | złoto | srebro | brąz | 4 m. | 5 m. | 6 m. | 7 m. | 8 m. | Punkty |
| 20                                                      | 14. | 2     | 1      | 4    | –    | –    | 1    | 1    | –    | 52     |

## Opis
Na Igrzyska Olimpijskie w Los Angeles wysłano z powodu braku funduszy wyselekcjonowaną i doskonale przygotowaną ekipę złożoną z 20 sportowców. Polacy współzawodniczyli w 3 dyscyplinach: lekkoatletyce, szermierce i wioślarstwie. We wszystkich zdobyli medale. Drużyna szablistów w składzie Adam Papée, Tadeusz Friedrich, Władysław Segda, Leszek Lubicz-Nycz, Władysław Dobrowolski i Marian Suski powtórzyła osiągnięcia z Amsterdamu i zdobyła brązowy medal. Wspaniale spisali się wioślarze, którzy zdobyli medale we wszystkich konkurencjach w których startowali. Dwa brązowe: dwójka bez sternika i czwórka ze sternikiem oraz srebro: dwójka ze sternikiem. Najlepiej wypadli lekkoatleci zdobywając dwa złote i jeden brązowy medal. Brąz zdobyła Jadwiga Wajsówna w rzucie dyskiem gdzie pokonała m.in. swoją koleżankę z reprezentacji Stanisławę Walasiewicz (6 miejsce). Stanisława Walasiewicz wygrała bieg na dystansie 100 m pokonując Kanadyjkę i Amerykankę.

## Zdobyte medale
| Medale według dni | Medale według dni | Medale według dni | Medale według dni | Medale według dni | Medale według dni | Medale według dni |
| ----------------- | ----------------- | ----------------- | ----------------- | ----------------- | ----------------- | ----------------- |
| Dzień             | Data              |                   |                   |                   |                   |                   |
| Dzień 0           | 30.07             | –                 | –                 | –                 | –                 |                   |
| Dzień 1           | 31.07             | 1                 | 0                 | 0                 | 1                 |                   |
| Dzień 2           | 01.08             | 0                 | 0                 | 0                 | 0                 |                   |
| Dzień 3           | 02.08             | 1                 | 0                 | 1                 | 2                 |                   |
| Dzień 4           | 03.08             | 0                 | 0                 | 0                 | 0                 |                   |
| Dzień 5           | 04.08             | 0                 | 0                 | 0                 | 0                 |                   |
| Dzień 6           | 05.08             | 0                 | 0                 | 0                 | 0                 |                   |
| Dzień 7           | 06.08             | 0                 | 0                 | 0                 | 0                 |                   |
| Dzień 8           | 07.08             | 0                 | 0                 | 0                 | 0                 |                   |
| Dzień 9           | 08.08             | 0                 | 0                 | 0                 | 0                 |                   |
| Dzień 10          | 09.08             | 0                 | 0                 | 0                 | 0                 |                   |
| Dzień 11          | 10.08             | 0                 | 0                 | 0                 | 0                 |                   |
| Dzień 12          | 11.08             | 0                 | 0                 | 1                 | 1                 |                   |
| Dzień 13          | 12.08             | 0                 | 0                 | 0                 | 0                 |                   |
| Dzień 14          | 13.08             | 0                 | 1                 | 2                 | 3                 |                   |
| Dzień 15          | 14.08             | 0                 | 0                 | 0                 | 0                 |                   |

| Medal  | Zawodnik                                                                                           | Dyscyplina    | Konkurencja           | Rezultat    | Data        |
| ------ | -------------------------------------------------------------------------------------------------- | ------------- | --------------------- | ----------- | ----------- |
| Złoto  | Janusz Kusociński                                                                                  | Lekkoatletyka | bieg na 10 000 m      | 30:11,4     | 31 lipca    |
| Złoto  | Stanisława Walasiewicz                                                                             | Lekkoatletyka | bieg na 100 m         | 11,9        | 2 sierpnia  |
| Srebro | Jerzy Braun Janusz Ślązak Jerzy Skolimowski (sternik)                                              | Wioślarstwo   | dwójka ze sternikiem  | 8:31,2      | 13 sierpnia |
| Brąz   | Jadwiga Wajsówna                                                                                   | Lekkoatletyka | rzut dyskiem          | 38,74       | 2 sierpnia  |
| Brąz   | Władysław Dobrowolski Tadeusz Friedrich Leszek Lubicz-Nycz Adam Papée Władysław Segda Marian Suski | Szermierka    | szabla drużynowo      | 1-2 (10:26) | 11 sierpnia |
| Brąz   | Jerzy Braun Edward Kobyliński Janusz Ślązak Stanisław Urban Jerzy Skolimowski (sternik)            | Wioślarstwo   | czwórka ze sternikiem | 7:26,8      | 13 sierpnia |
| Brąz   | Henryk Budziński Jan Krenz-Mikołajczak                                                             | Wioślarstwo   | dwójka bez sternika   | 8:08,2      | 13 sierpnia |

## Występy Polaków

### Lekka atletyka
- Stanisława Walasiewicz – 100 m, 1. miejsce (złoty medal) ; rzut dyskiem, 6. miejsce
- Felicja Schabińska – 80 m przez płotki, odpadła w półfinale
- Jadwiga Wajsówna – rzut dyskiem, 3. miejsce (brązowy medal)
- Janusz Kusociński – 10 000 m, 1. miejsce (złoty medal)
- Jerzy Pławczyk – skok wzwyż, 7. miejsce
- Zygmunt Heljasz – pchnięcie kulą, 9. miejsce; rzut dyskiem, 13. miejsce
- Zygmunt Siedlecki – dziesięciobój, nie ukończył

### Szermierka
- Leszek Lubicz-Nycz – szabla, odpadł w półfinale
- Adam Papée – szabla, odpadł w półfinale
- Władysław Segda – szabla, odpadł w półfinale
- Władysław Dobrowolski, Tadeusz Friedrich, Leszek Lubicz-Nycz, Adam Papée, Władysław Segda, Marian Suski – szabla, 3. miejsce (brązowy medal)

### Wioślarstwo
- Henryk Budziński, Jan Krenz-Mikołajczak – dwójki bez sternika, 3. miejsce (brązowy medal)
- Jerzy Braun, Janusz Ślązak, Jerzy Skolimowski (sternik) – dwójki ze sternikiem, 2. miejsce (srebrny medal)
- Jerzy Braun, Edward Kobyliński, Stanisław Urban, Janusz Ślązak, Jerzy Skolimowski (sternik) – czwórki ze sternikiem, 3. miejsce (brązowy medal)